# 有賀修二
有賀 修二（あるが しゅうじ、1959年3月22日 - ）は、日本の技術者、実業家。ソニーモバイルディスプレイ代表取締役社長や、ジャパンディスプレイ代表取締役社長を務めた。

## 人物・経歴
長野県茅野市出身。長野県諏訪清陵高等学校を経て、1983年東京農工大学大学院工学研究科修士課程修了、諏訪精工舎（現セイコーエプソン）入社。2003年取締役ディスプレイ事業部長。2005年三洋エプソンイメージングデバイス代表取締役社長。2011年ソニーモバイルディスプレイ代表取締役社長兼ソニー半導体事業本部事業部長。2012年ジャパンディスプレイ執行役員。2013年ジャパンディスプレイ取締役。2015年からジャパンディスプレイ代表取締役社長兼チーフ・オペレーティング・オフィサーを務め、収益安定化をはかった。2018年ジャパンディスプレイ技術顧問。
三洋エプソンイメージングデバイス社長時代には当時北信越リーグ2部に所属していた松本山雅FCを金銭面だけでなく選手の雇用などの支援を行い、後にエプソン販売やセイコーエプソンがスポンサードを行うきっかけを作った。現在も松本山雅支援持株会の理事長を務めるなどクラブに関わり、2019年4月より運営会社である株式会社松本山雅の取締役に就任した。